# Albert Bridge
Pour les articles homonymes, voir Pont Albert.
L'Albert Bridge (pont Albert) est un pont routier sur la Tamise qui relie Chelsea au nord à Battersea au sud. Conçu et construit par Rowland Mason Ordish en 1873 comme un pont à haubans modifié par le système Ordish-Lefeuvre (en), il s'est avéré structurellement peu solide. Entre 1884 et 1887, Joseph Bazalgette a donc intégré certains éléments de conception d'un pont suspendu. En 1973, le Conseil du Grand Londres a ajouté deux piles en béton, ce qui a transformé la travée centrale en un simple pont à poutres. En conséquence, le pont est aujourd'hui un hybride inhabituel de trois styles de conception différents. Il s'agit d'un bâtiment classé Grade II* du patrimoine anglais.
Il a été construit au départ pour être un pont à péage (en), mais cela n'a pas été un grand succès commercial. Six ans après son ouverture, il est devenu propriété publique et les péages ont été supprimés. Les postes de péage sont restés en place et sont les seuls exemplaires de postes de péage de pont qui subsistent à Londres. Surnommé « the Trembling Lady » en raison de sa tendance à vibrer lorsqu'un grand nombre de véhicules le franchissent, le pont comporte des panneaux à ses entrées qui avertissent les troupes de rompre le pas en traversant le pont.
Avec une chaussée de seulement 8,23 m de large et de graves faiblesses structurelles, le pont était mal équipé pour faire face à l'arrivée de l'automobile au cours du XXe siècle. Malgré de nombreux appels à la démolition ou à sa piétonisation, l'Albert Bridge est resté ouvert aux véhicules tout au long de son existence, sauf pour de brèves périodes de réparation. C'est l'un des deux seuls ponts routiers de la Tamise, dans le centre de Londres, à n'avoir jamais été remplacé (l'autre est le Tower Bridge). Les travaux de renforcement effectués par Bazalgette et le Conseil du Grand Londres n'ont pas empêché une nouvelle détérioration de la structure du pont. Une série de mesures de contrôle du trafic de plus en plus strictes ont été introduites pour limiter son utilisation et ainsi prolonger sa durée de vie. Ainsi, il est l'avant-dernier pont routier de la Tamise le moins fréquenté de Londres ; seul le pont de Southwark est moins fréquenté.
En 1992, il a été recâblé et peint dans une palette de couleurs inhabituelle, afin de le rendre plus visible en cas de mauvais temps et d'éviter qu'il ne soit endommagé par des navires. La nuit, il est éclairé par 4 000 diodes électroluminescentes (DEL), ce qui renforce son statut de point de repère.

## Histoire

### Contexte

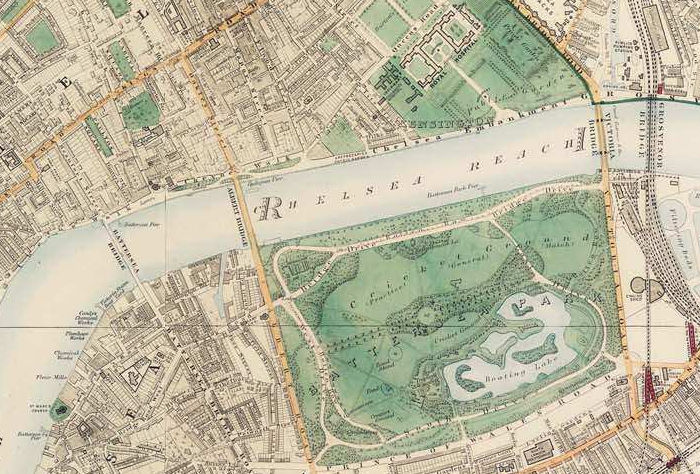
Chelsea et Battersea en 1891, montrant (de gauche à droite) le pont d'Old Battersea, le pont Albert, le pont Victoria (aujourd'hui Chelsea) et le pont ferroviaire Grosvenor. Les ponts de Battersea et Albert sont distants de moins de 500 mètres.

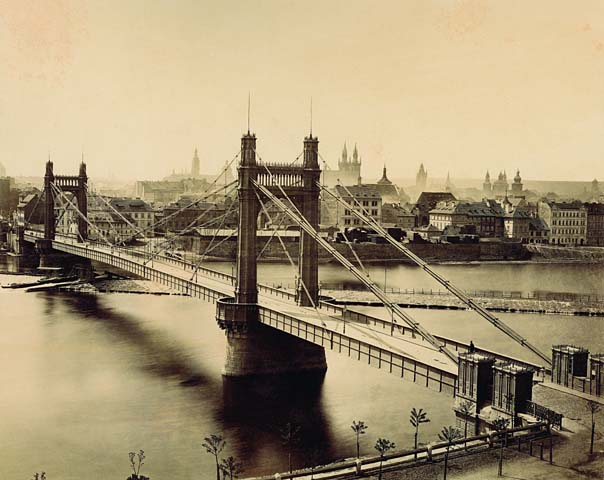
Le de 1868 à Prague a été construit selon le plan proposé pour le futur pont Albert.

La ville industrielle historique de Chelsea, sur la rive nord de la Tamise, à environ 4,8 km à l'ouest de Westminster, et le riche village agricole de Battersea, face à Chelsea sur la rive sud, étaient reliés par le modeste pont en bois de Battersea en 1771. En 1842, la Commission des revenus des bois, forêts et terres (en) a recommandé la construction d'un remblai à Chelsea afin de libérer des terres pour le développement, et a proposé un nouveau pont en aval de celui de Battersea, et le remplacement de ce dernier par une structure plus moderne. Les travaux sur le pont Victoria (rebaptisé plus tard pont de Chelsea), situé à une courte distance en aval du pont de Battersea, ont commencé en 1851 et se sont achevés en 1858, les travaux sur le remblai de Chelsea (en) ayant commencé en 1862. Entre-temps, la proposition de démolir le vieux pont de Battersea a été abandonnée.
Le pont en bois de Battersea s'était délabré au milieu du XIXe siècle. Il était devenu impopulaire et était considéré comme dangereux. Le pont Victoria, plus récent, souffrait quant à lui d'une grave congestion. En 1860, le Prince Albert suggéra qu'un nouveau pont à péage, construit entre les deux ponts existants, serait rentable, et au début des années 1860, l'Albert Bridge Company fut créée dans le but de construire ce nouveau passage. Une proposition avancée en 1863 fut bloquée par la forte opposition des exploitants du pont de Battersea, qui se trouvait à moins de 500 mètres de l'emplacement proposé pour le nouveau pont et dont les propriétaires exprimaient l'inquiétude d'une éventuelle perte de clientèle. Un compromis a été trouvé et, en 1864, une nouvelle loi du Parlement a été adoptée, autorisant le nouveau pont à condition qu'il soit achevé dans un délai de cinq ans. Cette loi obligeait l'Albert Bridge Company à acheter le pont de Battersea une fois le nouveau pont ouvert, et à dédommager ses propriétaires en leur versant 3 000 livres sterling, par an dans l'intervalle.
Rowland Mason Ordish a été désigné pour concevoir le nouveau pont. C'était un éminent ingénieur en architecture qui avait travaillé sur le Royal Albert Hall, la gare de Saint-Pancras, le Crystal Palace et le viaduc de Holborn. Le pont a été construit en utilisant le système Ordish-Lefeuvre, une des premières formes de pont à haubans qu'Ordish a fait breveter en 1858. La conception d'Ordish ressemblait à un pont suspendu conventionnel en utilisant un câble parabolique pour soutenir le centre du pont, mais différait par l'utilisation de 32 haubans inclinés pour supporter le reste de la charge. Chaque étai était constitué d'une barre de fer forgé plate, fixée au tablier du pont, et d'un câble métallique composé de 1 000 fils de 2,54 mm de diamètre reliant la barre de fer forgé à l'une des quatre colonnes de support octogonales.

### Construction

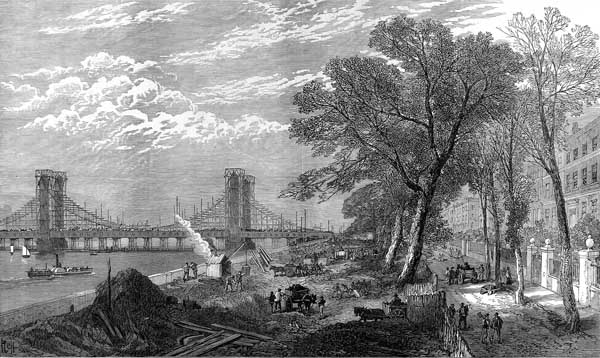
Remblai de Chelsea et pont Albert en construction, 1873.

Bien qu'autorisés en 1864, les travaux sur le pont ont été retardés par les négociations sur le projet du remblai de Chelsea, car la conception du pont ne pouvait être achevée avant que le tracé exact des nouvelles routes construites sur la rive nord du fleuve n'ait été convenu. Pendant que les plans du remblai étaient débattus, Ordish a construit le pont Franz Joseph (en) sur la Moldau à Prague selon le même plan que celui prévu pour l'Albert Bridge,.
En 1869, le délai prévu par la loi de 1864 pour la construction du pont a expiré. Les retards causés par le projet du Chelsea Embankment ont fait que les travaux sur le pont n'ont même pas commencé, et une nouvelle loi du Parlement a été nécessaire pour prolonger le délai. La construction a finalement commencé en 1870, et il était prévu que le pont serait achevé en un an environ, pour un coût de 70 000 £,,. En l'occurrence, le projet a duré plus de trois ans, et la facture finale s'est élevée à 200 000 £,,. Il était prévu d'ouvrir le pont et le remblai lors d'une cérémonie commune en 1874, mais l'Albert Bridge Company tenait à commencer à récupérer les coûts nettement plus élevés que prévu, et le pont a été ouvert sans cérémonie officielle le 23 août 1873, près de dix ans après son autorisation. Comme la loi l'exigeait, l'Albert Bridge Company a alors acheté le pont de Battersea,.
Le pont d'Ordish avait 12 m de large et 220 m de long, avec une travée centrale de 117 m. Il était soutenu par 32 poutres d'acier rigides suspendues à quatre tours octogonales en fonte, les tours reposant sur des piliers, en fonte également. Les quatre piliers ont été coulés à Battersea et ont flotté sur la rivière jusqu'à leur position finale, puis ils ont été remplis de béton ; à l'époque, c'étaient les plus grands moulages jamais réalisés,. Contrairement à la plupart des autres ponts suspendus de l'époque, les tours ont été placées à l'extérieur du pont pour éviter d'obstruer la chaussée. À chaque entrée se trouvait une paire de postes de péage avec une barre entre eux, pour empêcher les gens d'entrer sur le pont sans payer.

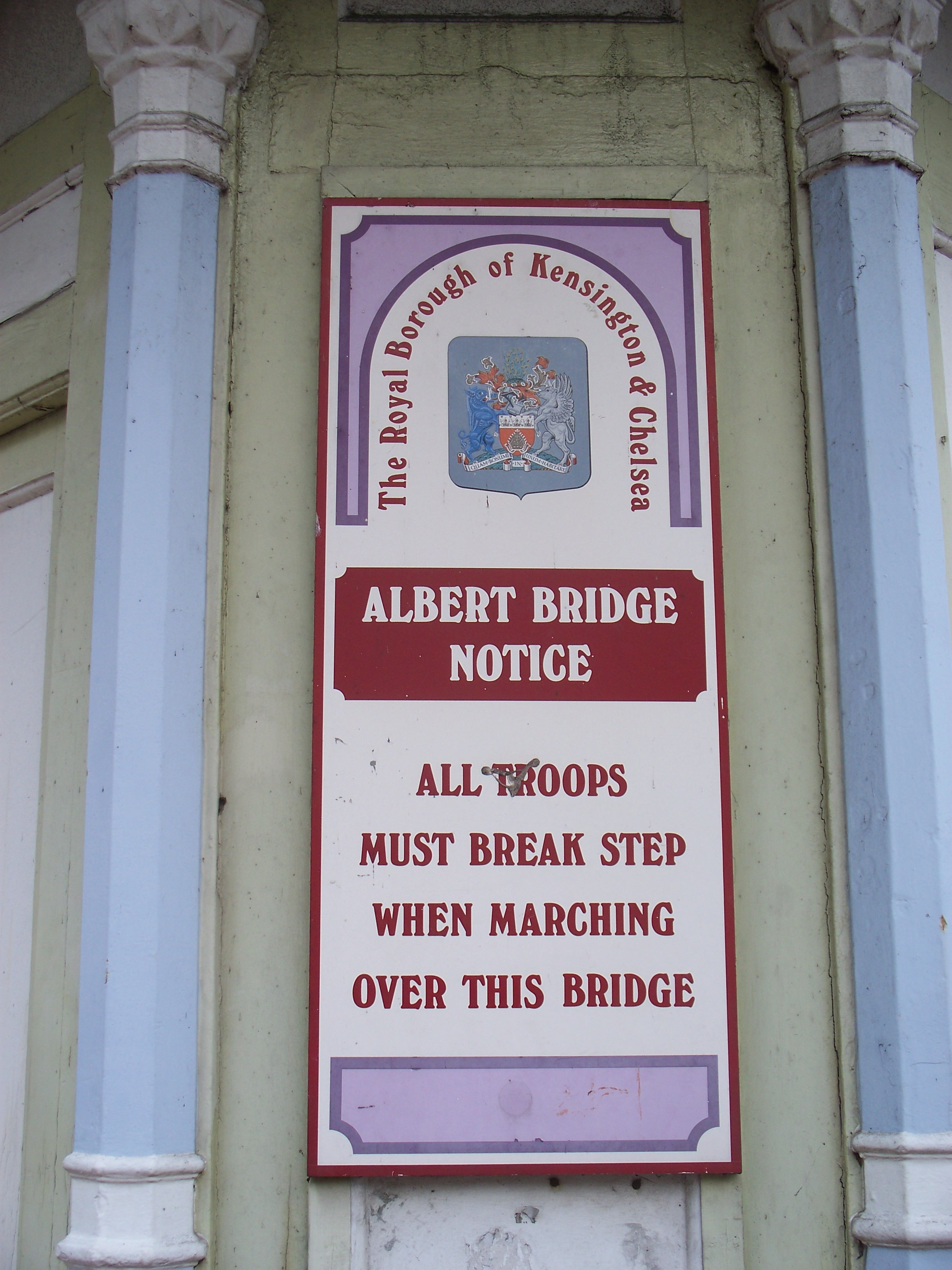
Avertissement aux troupes.

Le pont a acquis le surnom de « The Trembling Lady » en raison de sa tendance à vibrer, en particulier lorsqu'il est utilisé par les troupes de la caserne de Chelsea toute proche. Les inquiétudes concernant les risques d'effets de résonance mécanique sur les ponts suspendus, à la suite de l'effondrement du pont suspendu de Broughton en 1831 et du pont de la Basse-Chaîne, à Angers, en 1850, ont conduit à placer des panneaux aux entrées pour avertir les troupes de rompre le pas (c'est-à-dire de ne pas marcher en rythme) lorsqu'elles traversaient le pont,, ; bien que les casernes aient fermé en 2008, les panneaux d'avertissement sont toujours en place,.

### Transfert au domaine public

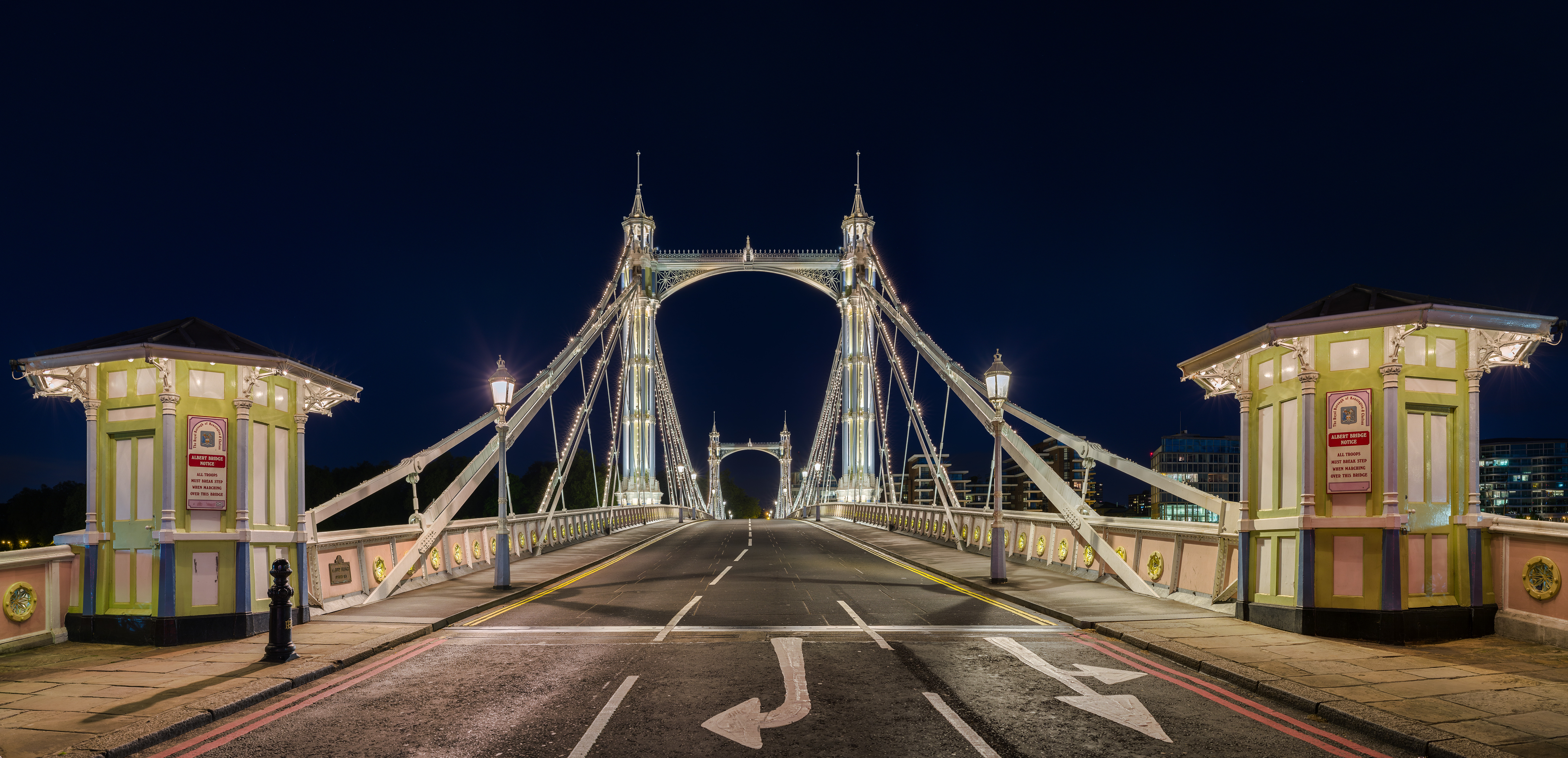
Les cabines de péage octogonales sont les dernières de Londres qui subsistent.

Le pont Albert a connu un échec financier catastrophique. Au moment de l'ouverture du nouveau pont, l'Albert Bridge Company avait versé des indemnités à la Battersea Bridge Company pendant neuf ans, et à l'achèvement du nouveau pont est devenu responsable des coûts de réparation de la structure alors délabrée et dangereuse. Le coût de la subvention du pont de Battersea a épuisé les fonds destinés à la construction de larges voies d'accès, rendant le pont difficile à atteindre. Il était situé un peu plus loin du centre de Londres que le pont Victoria voisin, et la demande pour le nouveau pont a été moins importante que prévu. Au cours des neuf premiers mois de son exploitation, 2 085 £.  ont été prélevés en péages.
En 1877, la loi sur les ponts à péage de la métropole a été adoptée, ce qui a permis au Metropolitan Board of Works d'acheter tous les ponts londoniens entre Hammersmith et Waterloo et de supprimer les péages. En 1879, le pont Albert, dont la construction avait coûté 200 000 £, a été acheté par le Board of Works en même temps que le pont de Battersea pour un prix combiné de 170 000 £,,(en) « The Freeing of the Bridges », The Times,‎ 28 juin 1880, p. 12. Les péages ont été supprimés sur les deux ponts le 24 mai 1879, mais les postes de péage octogonaux ont été laissés en place, et sont aujourd'hui les seuls postes de péage de pont survivants à Londres.

## Déficiences structurelles

### Problèmes
En 1884, l'ingénieur en chef du Conseil des travaux, Joseph Bazalgette, a procédé à une inspection du pont et a constaté que les poutres de fer montraient déjà de sérieux signes de corrosion. Au cours des trois années suivantes, elles ont été renforcées par des chaînes en acier, lui donnant une apparence plus proche d'un pont suspendu conventionnel,, et un nouveau tablier en bois a été posé, pour un coût total de 25 000 £,,. Malgré ces améliorations, Bazalgette était toujours préoccupé par son intégrité structurelle et une limite de poids de cinq tonnes a été imposée aux véhicules utilisant le pont.
Avec une chaussée de seulement 8,2 m de large et soumis à des restrictions de poids dès le début, le pont était mal adapté à l'avènement du transport motorisé au XXe siècle. En 1926, la Commission royale sur la circulation fluviale a recommandé la démolition et la reconstruction du pont pour permettre la circulation sur quatre voies, mais ce plan n'a pas été mis en œuvre en raison d'un manque de fonds pendant la Grande Dépression. Il continua à se détériorer et en 1935, la limite de poids fut réduite à deux tonnes.
En raison de ses faiblesses structurelles persistantes, le conseil du comté de Londres proposa en 1957 de le remplacer par une conception plus conventionnelle. Une campagne de protestation menée par John Betjeman aboutit au retrait de la proposition, mais de sérieuses inquiétudes subsistaient quant à l'intégrité du pont. En 1964, un système expérimental de flux de marée fut introduit, dans lequel seul le trafic en direction du nord était autorisé à utiliser le pont le matin et le trafic en direction du sud le soir. L'état du pont continua cependant à se détériorer et en 1970, le Greater London Council (GLC) demanda et obtint l'autorisation de procéder à des travaux de renforcement. En avril 1972, le pont fut fermé pour permettre l'exécution des travaux,.

### Proposition de zone piétonne

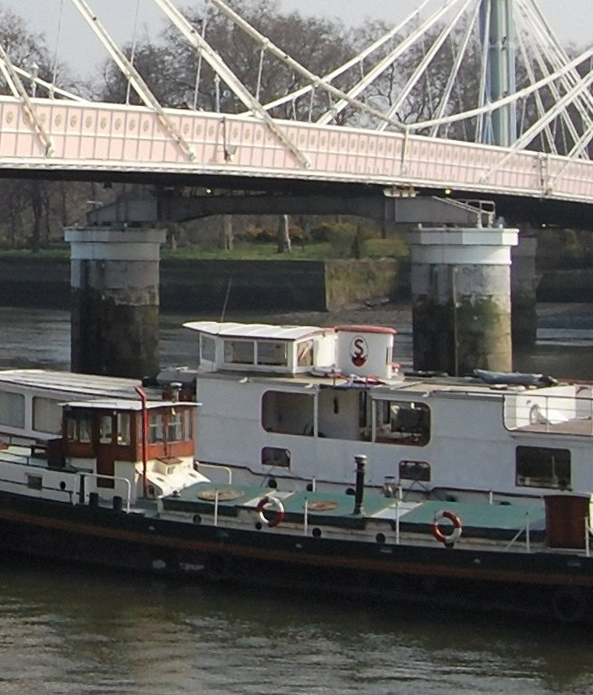
Des piliers centraux en béton ont été ajoutés en 1973, faisant du pont un hybride inhabituel de pont à haubans, de pont suspendu et de pont à poutres.

La solution du GLC consistait à ajouter deux piliers en béton au milieu de la rivière pour soutenir la travée centrale et ainsi transformer la partie centrale du pont en un pont à poutres. La poutre principale du pont a également été renforcée, et un tablier de remplacement léger a été posé. Les modifications devaient être une mesure provisoire visant à prolonger la vie du pont de cinq ans pendant qu'un remplacement était envisagé. Selon les estimations de la GLC, les réparations dureraient au maximum 30 ans, mais le pont devrait être soit fermé soit remplacé bien avant.
Au début de 1973, le magazine Architectural Review (en) a soumis une proposition visant à transformer le pont en un parc public paysager et un sentier piétonnier traversant la rivière. Cette proposition s'est révélée très populaire auprès des habitants de la région, et une campagne menée en mai 1973 par John Betjeman, Sybil Thorndike et Laurie Lee a permis de recueillir une pétition de 2 000 signatures pour que le pont soit définitivement fermé à la circulation. Bien que le GLC ait rouvert le pont à la circulation en juillet 1973, il a également annoncé son intention de poursuivre le projet de révision architecturale une fois que les questions juridiques auront été réglées,.
Le Royal Automobile Club a mené une campagne vigoureuse contre la proposition de piétonnisation. Une campagne publicitaire menée par l'actrice Diana Dors en faveur de la réouverture du pont a été lancée, tandis qu'un groupe de pression composé de résidents locaux et dirigé par le poète Robert Graves a fait campagne pour soutenir le plan du GLC. La campagne de Graves a recueilli plus de mille signatures de soutien, mais a été vigoureusement attaquée par la British Road Federation (en), qui a tourné en dérision la preuve apparente du soutien du public au projet en disant qu'elle « envoyait beaucoup d'étudiants dans des appartements sociaux [où] la plupart des gens signeraient n'importe quoi sans savoir de quoi il s'agissait ». Une enquête publique de 1974 a recommandé que le pont reste ouvert pour éviter les embouteillages sur les ponts voisins, et il est resté ouvert à la circulation à sens unique et la limite de poids de deux tonnes en place.

## Présent

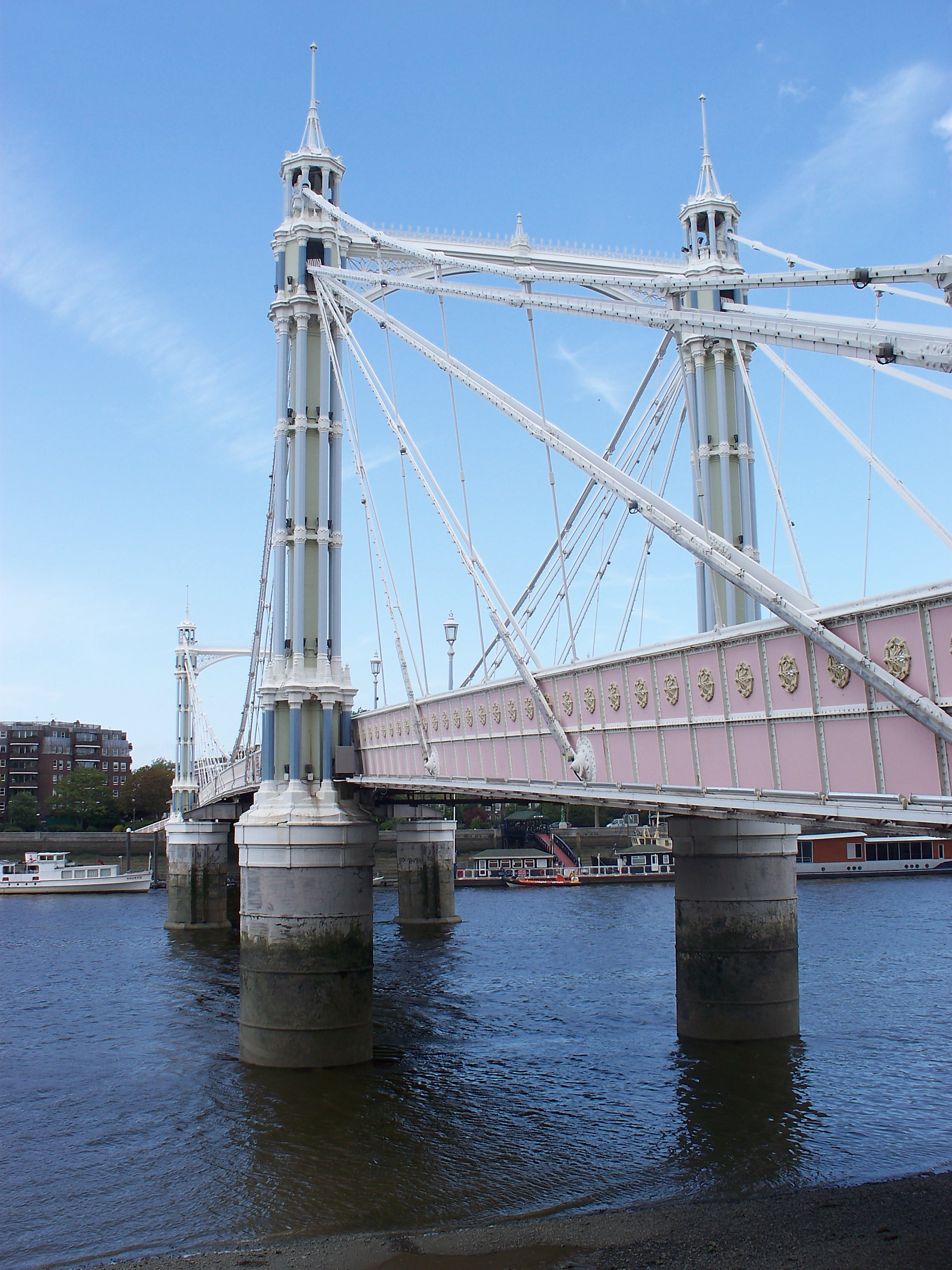
Cette palette de couleurs inhabituelle vise à accroître la visibilité des navires dans de mauvaises conditions d'éclairage.

En 1990, le système de trafic aller ou retour a été abandonné et le pont a été reconverti en circulation à double sens. Un îlot de circulation a été installé à l'extrémité sud du pont pour empêcher les gros véhicules de l'utiliser. Au début du XXIe siècle, la région de Chelsea a connu une croissance de la popularité des grosses voitures à quatre roues motrices (SUV — appelées « tracteurs de Chelsea » —), dont beaucoup dépassaient la limite de poids de deux tonnes ; on estimait qu'un tiers de tous les véhicules utilisant le pont dépassaient la limite de poids. En juillet 2006, la chaussée de 8,2 m de large a été réduite à une seule voie dans chaque direction pour réduire la charge. Des barrières en plastique rouge et blanc ont été érigées le long de la chaussée afin de protéger la structure contre les dommages causés par les voitures.
Entre 1905 et 1981, le pont a été peint uniformément en vert ; en 1981, il a été repeint en jaune. En 1992, il a été redécoré et recâblé. Cela a ajouté à son statut de point de repère à Londres. Le pont est peint en rose, bleu et vert afin d'augmenter la visibilité dans le brouillard et dans le cas de mauvais éclairage et ainsi de réduire les risques de collision des navires avec la structure fragile pendant la journée. La nuit, un réseau de 4 000 ampoules halogène-tungstène à basse tension illuminait le pont. En 1993, l'utilisation innovante d'un éclairage à faible consommation d'énergie et à longue durée de vie a été saluée par Mary Archer, alors présidente de la National Energy Foundation (en).
À l'exception du Tower Bridge, construit en 1894, l'Albert Bridge est le seul pont routier de la Tamise au centre de Londres à n'avoir jamais été remplacé. Prévu comme une mesure temporaire à supprimer en 1978, les piles centrales en béton restent en place, et bien qu'en 1974 sa durée de vie ait été estimée à un maximum de 30 ans, le pont est toujours debout et opérationnel. Il a été protégé en 1975 en tant que structure classée Grade II*, ce qui lui confère une protection contre toute altération significative sans consultation. Il continue à se détériorer. Bien que des propositions aient été élaborées par le conseil municipal de Kensington et Chelsea pour le réparer et le sauver, en mars 2008, les fonds pour les réparations n'étaient pas disponibles. En plus des dommages structurels causés par la circulation, le bois de charpente du pont était gravement abîmé par l'urine des chiens qui faisaient la navette entre le Battersea Park et le voisinage,. Grâce aux multiples mesures mises en place pour réduire la circulation et prolonger la durée de vie du pont, en 2009, il a accueilli environ 19 000 véhicules par jour, soit le taux d'utilisation le plus faible de tous les ponts routiers de la Tamise à Londres, à l'exception du Southwark Bridge, peu utilisé.
Le pont a été fermé aux véhicules à moteur le 15 février 2010 pour être rénové et renforcé. Il était initialement prévu qu'il reste fermé pendant environ 18 mois, mais après que l'état du pont ait été jugé pire que prévu, il a été fermé pendant 22 mois. Tout le bois du tablier ainsi que la passerelle qui avait pourri ont été remplacés, et du bois supplémentaire a été ajouté pour le renforcement. Les surfaces de la chaussée et du tablier de la chaussée ont été remplacées. De nouvelles structures en acier ont été ajoutées pour renforcer le pont. Toutes les ampoules ont été remplacées par des ampoules plus efficaces sur le plan énergétique. Les postes de péage ont été rénovés. Les douze couches de peinture ont été décapées jusqu'à ce que le métal nu soit exposé, puis a été réparé et traité avant que trois nouvelles couches de peinture ne soient ajoutées. L'ensemble du projet a coûté 7,2 millions de livres sterling, dont 25 % ont été fournis par le Borough royal de Kensington et Chelsea et 75 % par Transport for London.
Le pont a rouvert le 2 décembre 2011, lorsque deux chiens nommés Prince et Albert, de la maison voisine Battersea Dogs and Cats Home (en), l'ont traversé pour l'ouvrir officiellement. Toutes les caractéristiques du Grade II* ont été conservées.

## Dans la culture populaire
Son apparence actuelle, distinctive et frappante, a conduit à l'utiliser comme toile de fond pour de nombreux films se déroulant dans la région de Chelsea, comme Orange mécanique, Absolute Beginners, Pile et Face et Maybe Baby. Il est également au centre d'une chanson des Pogues, Misty Morning, Albert Bridge, de leur album Peace and Love (1989).